# Estado de superfície
Na Ciência dos materiais, os estados de superfície são estados eletrônicos encontrados na superfície dos materiais. Os estados de superfície são o resultado de desvios repetitivos ou aleatórios, em relação à superfície geométrica, que formam a topografia tridimensional de uma superfície. Eles são formados devido à transição aguda de material sólido que termina na superfície e são encontrados apenas nas camadas de átomo mais próximo à superfície.